# Hylesia ascodex
Hylesia ascodex är en fjärilsart som beskrevs av Dyar 1913. Hylesia ascodex ingår i släktet Hylesia och familjen påfågelsspinnare. Inga underarter finns listade i Catalogue of Life.